# Jesús Gómez (équitation)
Pour les articles homonymes, voir Jesús Gómez et Gómez.
Jesús Gómez (né le 14 mai 1941 à Mexico et mort le 25 novembre 2017) est un cavalier mexicain.

## Palmarès

### Jeux olympiques
- Moscou 1980
  -  Médaille de bronze au saut d'obstacles par équipes[2].